# 原爆症
原爆症是指在原子彈的爆炸中受核輻射影響而出現的身體健康狀況異常。常見有: 白血病（血癌）、膀胱癌、女性乳癌、肺癌、腦癌、甲狀腺癌、腸癌、食道癌、卵巢癌、胃癌、肝癌、胰腺癌... 等惡性腫瘤。另外，罹患多重癌、骨髓增生異常症候群（MDS）的機會也增加。